# Aniello Arena
Aniello Arena (Napoli, 4 agosto 1968) è un attore italiano.

## Biografia
È stato membro della Camorra di Barra, quartiere della periferia di Napoli, ed è stato condannato all'ergastolo per aver partecipato, l’8 gennaio 1991, alla strage di piazza Crocelle a Barra, venendo poi detenuto nel carcere di Volterra. Inizia a recitare con la Compagnia della Fortezza, una compagnia teatrale composta da detenuti diretti da Armando Punzo. Matteo Garrone l'avrebbe voluto per la realizzazione del film Gomorra, ma, non avendo ancora accesso ai permessi premio, ciò non gli fu concesso.
Dopo aver ottenuto il regime di semilibertà diventa attore professionista e debutta nel mondo del cinema come interprete del film Reality di Matteo Garrone, che gli vale una candidatura al David di Donatello per il miglior attore protagonista nel 2012. Nel 2013 pubblica un libro autobiografico dal titolo L'aria è ottima (quando riesce a passare), edito da Rizzoli e scritto assieme a Maria Cristina Olati mentre nel 2014 prende parte al documentario Sul vulcano. Nel 2016 recita in Fiore, con Valerio Mastandrea e Daphne Scoccia. Nel 2018 torna in libertà dopo aver ricevuto la grazia dal presidente della Repubblica Sergio Mattarella, lo stesso anno recita in Dogman, sempre con la regia di Matteo Garrone, mentre nel 2019 appare in La paranza dei bambini, tratto dal romanzo di Roberto Saviano, e in Fiore gemello. Nel 2020 recita come protagonista nel film Ultras di Francesco Lettieri.

## Filmografia

### Cinema
- Reality, regia di Matteo Garrone (2012)
- Sul vulcano, regia di Gianfranco Pannone (2014)
- Fiore, regia di Claudio Giovannesi (2016)
- Falchi, regia di Toni D’Angelo (2017)
- Dogman, regia di Matteo Garrone (2018)
- La paranza dei bambini, regia di Claudio Giovannesi (2019)
- Fiore gemello, regia di Laura Luchetti (2019)
- Martin Eden, regia di Pietro Marcello (2019)
- Humam, regia di Carmelo Segreto (2019)
- Ultras, regia di Francesco Lettieri (2020)
- La svolta, regia di Riccardo Antonaroli (2021)
- Rosanero, regia di Andrea Porporati (2022)
- Hey Joe, regia di Claudio Giovannesi (2024)

### Televisione
- 1994, regia di Giuseppe Gagliardi - serie TV, episodio 3x06 (2019)
- ACAB - La serie, regia di Michele Alhaique - serie TV (2025)

## Riconoscimenti
- David di Donatello 2013 – Candidatura come migliore attore protagonista per Reality
- Nastri d'argento 2013 – Migliore attore protagonista per Reality
- Globi d'oro 2013 – Candidatura come migliore attore per Reality
- Bobbio Film Festival 2013 – Migliore attore protagonista per Reality

## Pubblicazioni
- L'aria è ottima, Rizzoli, 2013, ISBN 978-88-17-06601-3.